# Norton Subcourse
Norton Subcourse – wieś w Anglii, w hrabstwie Norfolk, w dystrykcie South Norfolk. Leży 21 km na południowy wschód od Norwich i 162 km na północny wschód od Londynu. Miejscowość liczy 303 mieszkańców.